# Lee Chae-yeon
Dans ce nom coréen, le nom de famille, Lee, précède le nom personnel.
Lee Chae-yeon (hangeul: 이채연), née le 11 janvier 2000 à Yongin, est une chanteuse et danseuse sud-coréenne principalement connue pour avoir été membre du groupe de filles nippo-sud-coréen Iz*One,,.

## Biographie
En 2013, alors âgé de 13 ans, Lee Chae-yeon participe avec sa sœur Lee Chae-ryeong, désormais membre d'Itzy, à la saison 3 de l'émission K-Pop Star de SBS. À la suite de cela, les deux sœurs se font repérer pour leurs talents en danse et rejoignent la JYP Entertainment.
En 2015, Lee Chae-yeon participe à l'émission de survie Sixteen, organisée par JYP Entertainment en collaboration avec Mnet, et qui a donné naissance au groupe Twice. Elle sera malheureusement la première à être éliminée lors du troisième épisode. Lee Chae-yeon quitte ensuite la JYP Entertainment pour signer un contrat avec la WM Entertainment.
En 2018, Lee Chae-yeon participe cette fois-ci à l'émission de survie Produce 48 et y représente son agence WM Entertainment. Elle terminera douzième au classement final, ce qui lui permettra de finalement faire ses débuts au sein du groupe nippon-sud-coréen Iz*One. Elle promouvra alors en tant que membre du groupe pendant deux ans et demi, jusqu'à sa dissolution en avril 2021.
Par la suite, Lee Chae-yeon fait ses débuts en solo avec son premier mini-album Hush Rush le 12 octobre 2022,. Le 21 mars 2023, il a été annoncé que Lee Chae-yeon sortirait son deuxième mini-album intitulée Over the Moon le 12 avril dont la chanson titre s'appelle Knock. La chanson sera notamment populaire sur le réseau social TikTok et cumulera plus de 200 million de vues en quelques mois.
En 2025, Lee Chae-yeon fait ses premiers pas en tant qu'actrice et joue le rôle de Cheong-ah dans la série télévisée de KBS1 intitulée Let's Dance.

## Discographie

### Mini-albums (EP)
| Année | Titre         | Détails                                                       | Classement | Ventes               |
| Année | Titre         | Détails                                                       | COR        | Ventes               |
| ----- | ------------- | ------------------------------------------------------------- | ---------- | -------------------- |
| 2022  | Hush Rush     | - Date de sortie : 12 octobre 2022 - Label : WM Entertainment | 10         | COR : plus de 41 000 |
| 2023  | Over The Moon | - Date de sortie : 12 avril 2023 - Label : WM Entertainment   | 9          | COR : plus de 31 000 |
| 2024  | Showdown      | - Date de sortie : 3 juillet 2024 - Label : WM Entertainment  | 26         | COR : plus de 15 500 |

### Single album
| Année | Titre             | Détails                                                        | Classement | Ventes               |
| Année | Titre             | Détails                                                        | COR        | Ventes               |
| ----- | ----------------- | -------------------------------------------------------------- | ---------- | -------------------- |
| 2023  | The Move : Street | - Date de sortie : 6 septembre 2023 - Label : WM Entertainment | 11         | COR : plus de 19 000 |

### Singles
| Année                                                           | Titre       | Meilleure position | Album             |
| Année                                                           | Titre       | COR                | Album             |
| --------------------------------------------------------------- | ----------- | ------------------ | ----------------- |
| 2022                                                            | Hush Rush   | —                  | Hush Rush         |
| 2023                                                            | Knock       | 26                 | Over The Moon     |
| 2023                                                            | Let's Dance | —                  | The Move : Street |
| 2024                                                            | Don't       | —                  | Showdown          |
| "—" indique que le titre ne s'est pas classé dans cette région. |             |                    |                   |

## Émissions

### Émissions de télévisions
| Année(s)  | Titre                | Titre original     | Chaîne  | Note(s)                | Réf.   |
| --------- | -------------------- | ------------------ | ------- | ---------------------- | ------ |
| 2013      | K-Pop Star 3         | K팝 스타 3         | SBS     | Compétitrice           | [ 19 ] |
| 2015      | Sixteen              | 식스틴             | Mnet    | Compétitrice           | [ 20 ] |
| 2018      | Produce 48           | 프로듀스 48        | Mnet    | Compétitrice           | [ 21 ] |
| 2021      | Street Woman Fighter | 스트릿 우먼 파이터 | Mnet    | Compétitrice           | [ 22 ] |
| 2023      | Queendom Puzzle      | 퀸덤 퍼즐          | Mnet    | Compétitrice           | [ 23 ] |
| 2023–2024 | Beauty Eureka        | 뷰티 유레카        | KBS Joy | Animatrice (2 saisons) | [ 24 ] |
| 2024      | Shooting Stars 6     | 골 때리는 그녀들 6 | SBS     | Membre du casting      | [ 25 ] |

### Émissions web
| Année(s)  | Titre                               | Titre original          | Chaîne       | Note(s)                            | Réf.   |
| --------- | ----------------------------------- | ----------------------- | ------------ | ---------------------------------- | ------ |
| 2021      | Get it Beauty K-Box                 | 겟잇뷰티 K-Box          | tvN D Studio | Animatrice                         | [ 26 ] |
| 2021–2022 | Adola Travel Agency : Cheating Trip | 아돌라여행사 : 칫힝트립 | U+ Idol Live | Membre du casting (saisons 1 et 3) | [ 27 ] |
| 2024      | Inssadong Sulzzi                    | 인싸동 술찌             | Studio USOG  | Animatrice                         | [ 28 ] |

## Filmographie

### Série télévisée
| Année | Titre       | Titre original | Chaîne | Rôle      | Note(s)        | Réf.   |
| ----- | ----------- | -------------- | ------ | --------- | -------------- | ------ |
| 2025  | Let's Dance | 렛츠 댄스      | KBS1   | Cheong-ah | Rôle principal | [ 29 ] |

### Web série
| Année | Titre           | Titre original | Plateforme    | Rôle         | Note(s)        | Réf.   |
| ----- | --------------- | -------------- | ------------- | ------------ | -------------- | ------ |
| 2025  | Budding Romance | 풋풋한 로맨스  | TVING / Wavve | Yoo Chae-rin | Rôle principal | [ 30 ] |